# Notre-Dame de l'Espérance (Tunis)
Notre-Dame de l'Espérance est une fondation catholique installée par les franciscaines missionnaires de Marie au cœur de la médina de Tunis en 1923.
Installée dans l'actuel Dar Bach Hamba, un palais de la médina, elle comporte un ouvroir (lieu où les religieuses s'assemblent pour travailler), une école, un dispensaire et une chapelle qui restent en fonction jusque dans les années 1970. Les lieux sont actuellement occupés par le Centre culturel pour la Méditerranée.

## Création de la communauté
Les premières sœurs franciscaines arrivent dès 1885 en Tunisie, où elles fondent un couvent à Carthage. Il faut attendre 1923 pour que leur souhait de construire une maison à Tunis dédiée à la prière et à la formation des jeunes filles tunisiennes se concrétise. Leur choix se porte sur le Dar Bach Hamba, nommé ainsi car il avait été acheté en 1789 par El Hadj Ahmed Bach-Hamba à la famille Naccache. Le 14 août 1923, les religieuses prennent possession de la demeure.

## Historique de la communauté
Des cours de catéchisme sont très vite ouverts à destination des enfants siciliens et sardes nombreux à habiter la médina. Cependant, le manque de structures médicales dans le quartier incite les sœurs à ouvrir un dispensaire après avoir pris des cours d’arabe tunisien indispensables pour échanger avec leurs nombreux patients. Ces derniers sont bientôt plusieurs centaines à attendre chaque jour pour se faire soigner.
Le local originel étant bientôt trop petit, un magasin attenant est acquis et transformé, ce qui permet d’avoir « une fort jolie chapelle, sorte de crypte romane, dédiée à Notre-Dame de l’Espérance, régulièrement fréquentée par les fidèles qu’y attire l’exposition du Saint Sacrement ». Un étage, construit en 1926, comporte sept cellules et un dortoir pour six personnes.
Dès 1925, on demande aux religieuses de tenir également le dispensaire de la Croix-Rouge dans le quartier d’Halfaouine devant lequel se pressent jusqu’à 400 personnes chaque jour. En décembre 1929, les deux établissements de soins doivent être fermés face à l’épidémie de peste qui s’est déclenchée dans la capitale. La rapidité des mesures prises permet de la juguler et les deux dispensaires sont rapidement rouverts.
L’assistance professionnelle aux jeunes filles tunisiennes n’est pas oubliée. Les premières élèves sont accueillies dans la salle à manger de la communauté dès 1923. L’acquisition de la maison voisine des Mourali en 1924 permet d’y transférer les lieux d’enseignement. En 1930, le petit ouvroir compte une centaine d’élèves à qui on enseigne la couture, la broderie et le français. En 1947, les démarches pour que l’établissement soit reconnu comme école sont finalisées. Trois classes sont ouvertes en 1948 et une pièce supplémentaire est louée en 1951 pour y installer un atelier.

## Bâtiment après l'indépendance

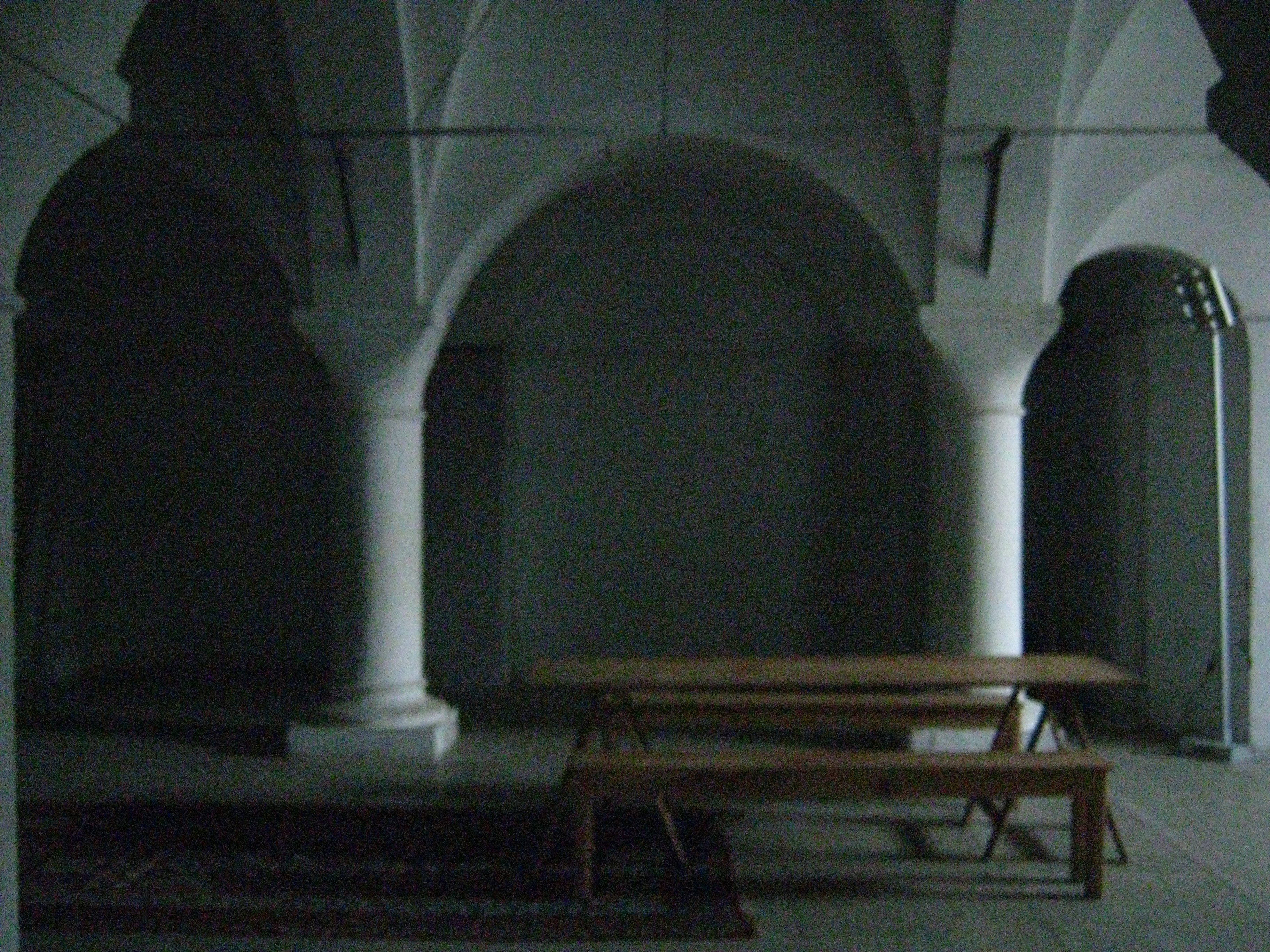
Vue de la chapelle en 2017.

En 1955, le dispensaire se spécialise dans les soins aux enfants et devient un centre de protection maternelle et infantile. Il déménage en 1964 à l’entrée des souks de la médina. Les religieuses mettent bientôt fin à leur collaboration avec les autorités de santé tunisiennes pour éviter les cas de conscience que leur pose la mise en place du planning familial.
La modification des programmes scolaires oblige les sœurs à transférer en 1958 leur petite école dans des locaux plus vastes sur la rue de Russie. Seuls quelques cours réservés aux élèves en difficulté ainsi que l’ouvroir restent sur place.
La communauté catholique échappe à la confiscation de ses biens lors du modus vivendi signé entre le gouvernement tunisien et le Vatican le 10 juillet 1964. Contrairement aux églises qui sont nationalisées, « le Gouvernement de la République Tunisienne autorise les établissements scolaires ou hospitaliers (clinique et dispensaires) appartenant à des associations, des sociétés civiles ou anonymes à participation religieuse et dont la liste figure à l'annexe VI, à continuer à exercer leur activité ». Notre-Dame de l’Espérance y est mentionnée sous l’appellation « dispensaire Bach Hamba ».
Toutefois, en 1970, de nombreuses difficultés administratives contraignent les religieuses à fermer les classes et à ne conserver que celles qui étaient restées au Dar Bach Hamba. L’enseignement professionnel est maintenu et principalement orienté vers la couture. La chapelle, devenue trop vaste pour le peu de chrétiens résidant dans le quartier, est transformée en atelier.
L’école compte 400 élèves en moyenne entre 1975 et 1983, date à laquelle elle est fermée. Il ne reste plus qu’une trentaine de jeunes filles désireuses de se former à un métier de couturière. Le reste des locaux est reconverti pour les œuvres spirituelles de ses occupants.
Le palais est racheté en 2000 par la fondation Orestiadi, basée en Sicile, qui reconvertit le bâtiment en un Centre culturel pour la Méditerranée.